# Edel Therese Høiseth
Edel Therese Høiseth (Siljan, 27 januari 1966) is een Noors oud-langebaanschaatsster en huidig schaatscoach.

## Biografie
Edel Therese Høiseth heeft 19 jaar lang meegedaan aan internationale schaatswedstrijden. Reeds op 17-jarige leeftijd maakte zij haar internationale debuut op de EK Allround en WK Allround van 1983. In 1983 deed ze ook mee aan het WK voor junioren in Sarajevo waar ze 14e werd. Een jaar later verbeterde zij deze prestatie met vier plaatsen bij het WK voor junioren van 1984 in Assen.
Høiseth was een echte sprintster, hoewel zij tot 1987 ook aan de internationale allroundkampioenschappen meedeed, waarbij zij enkele afstandsmedailles veroverde op de kortste afstand. Vanaf het WK Sprint van 1984 miste de Noorse geen editie meer van dit kampioenschap tot aan haar afscheid in 2002. Zij presteerde steevast tussen de 10e en 20e plaats tot het WK Sprint van 1996 in Heerenveen toen ze tweede werd achter de Amerikaanse Chris Witty. Nadien wist ze geen podium plek meer te bemachtigen. Wel wist Høiseth nog twee wereldbekerwedstrijden 1000 meter te winnen (in 1996 en 2000).
Bij de vijf Olympische Winterspelen waaraan de Noorse deelnam wist zij nooit hoger dan een achtste plaats te bereiken. Deze plek behaalde Høiseth voor het thuispubliek in Hamar in 1994 op de 500 meter.
Op het WK Allround van 2000 was de deelname van Høiseth verrassend te noemen, zeventien jaar na haar debuut op het WK Allround reed ze haar vierde allroundtoernooi. Ze werd in 1983 23e en in 1985 en 1987 24e en dit jaar 19e. Nog verrassender was haar verovering van de gouden medaille op de 500m, de eerste afstandsmedaille voor Noorwegen op het WK Allround sinds de bronzen medaille op de 3000m van Bjørg Eva Jensen op het WK van 1983, het jaar van haar debuut.
Tussen 2007 en 2010 was Høiseth de coach van de Spaanse langebaanschaatser Asier Peña Iturria. Hierna werd zij coach bij de Noorse schaatsbond. Tegenwoordig traint zij de Noorse Martine Ripsrud, Ellen Bjertnes, Christoffer Fagerli Rukke, Håvard Holmefjord Lorentzen en Espen Aarnes Hvammen.

## Persoonlijke records
| Afstand    | Tijd     | Datum            | Baan    |
| ---------- | -------- | ---------------- | ------- |
| 500 meter  | *38,40   | 29 januari 2000  | Calgary |
| 1000 meter | *1.15,37 | 30 januari 2000  | Calgary |
| 1500 meter | 1.59,97  | 17 maart 2000    | Calgary |
| 3000 meter | 4.29,50  | 29 maart 1999    | Calgary |
| 5000 meter | 8.13,13  | 19 december 1999 | Hamar   |

* = Nationaal record

## Resultaten
| Jaar | EK Allround | Olympische Spelen            | Wereld Beker                 | WK Afstanden                | WK Allround | WK Sprint | WK Junioren |
| ---- | ----------- | ---------------------------- | ---------------------------- | --------------------------- | ----------- | --------- | ----------- |
| 1983 | NC18        |                              |                              |                             | NC23        |           | 14e         |
| 1984 | NC20        | 24e 500m 20e 1000m           |                              |                             |             | 16e       | 10e         |
| 1985 | NC18        |                              |                              |                             | NC24        | 19e       |             |
| 1986 | NC17        |                              | 500m · 6e 1000m · 8e 1500m   |                             |             | 9e        |             |
| 1987 | NC18        |                              | 500m · 5e 1000m              |                             | NC24        | 13e       |             |
| 1988 | NC24        | 14e 500m 15e 1000m 20e 1500m | 4e 500m 5e 1000m 33e 1500m   |                             |             | NF4       |             |
| 1989 |             |                              | 5e 500m 13e 1000m            |                             |             | 15e       |             |
| 1990 |             |                              | 5e 500m 5e 1000m             |                             |             | 9e        |             |
| 1991 |             |                              | 12e 500m 5e 1000m            |                             |             | 15e       |             |
| 1992 |             | 20e 500m 13e 1000m 30e 1500m | 13e 500m 8e 1000m 31e 1500m  |                             |             | 9e        |             |
| 1993 |             |                              | 9e 500m 5e 1000m 29e 1500m   |                             |             | 10e       |             |
| 1994 |             | 8e 500m 26e 1000m            | 8e 500m 10e 1000m            |                             |             | 19e       |             |
| 1995 |             |                              | 12e 500m 10e 1000m           |                             |             | 25e       |             |
| 1996 |             |                              | 5e 500m · 1000m              | 7e 500m 12e 1000m           |             | Zilver    |             |
| 1997 |             |                              | 26e 500m 28e 1000m           | 23e 500m 20e 1000m          |             | 19e       |             |
| 1998 |             | 20e 500m 14e 1000m           | 15e 500m 15e 1000m 48e 1500m | 18e 500m 19e 1000m          |             | 18e       |             |
| 1999 |             |                              | 8e 500m 10e 1000m 25e 1500m  | 10e 500m 9e 1000m 20e 1500m |             | 20e       |             |
| 2000 |             |                              | 9e 500m · 1000m · 25e 1500m  | 13e 500m 5e 1000m 11e 1500m | NC19        | 6e        |             |
| 2001 |             |                              | 17e 500m 10e 1000m 33e 1500m | 20e 500m 19e 1000m          |             | 18e       |             |
| 2002 |             |                              | 39e 500m 18e 1000m 55e 1500m |                             |             | 19e       |             |

### Medaillespiegel
| Kampioenschap | Goud · | Zilver · | Brons · |
| ------------- | ------ | -------- | ------- |
| Wereldbeker   | 0      | 2        | 2       |
| WK Sprint     | 0      | 1        | 0       |